# Carl von Padberg
Freiherr Carl Raban Ernst Ludwig von Padberg, auch Carl von Padtberg (* 2. Februar 1775 in Helminghausen; † 11. August 1829 ebenda) war ein deutscher Offizier, Drost, Kammerdirektor und waldeckischer Abgeordneter aus dem Adelsgeschlecht Padberg.

## Leben
Von Padberg war der Sohn des Carl Raban Wilhelm Bernhard Ludwig von Padberg (* 9. März 1725 in Beringhausen, Kreis Brilon; † 11. April 1794 ebenda), Herr auf Helminghausen, Hoppecke und Ottlar, Gräflich Waldeckischer Landdrost. Die Mutter war Charlotte Friedericia, geborene von Drach (* 28. Januar 1739 in Ellershausen). Er war evangelischer Konfession und heiratete am 5. April 1799 in Arolsen Friederike Christiane Meisner (* 19. Mai 1776 in Arolsen; † 16. Dezember 1821), die Tochter des Kaufmanns und Kommerzienrates Johann Christoph Meisner (1745–1804) und der Marie Amalie Konert (1752–1824). Aus der Ehe gingen der Sohn Louis Freiherr von Padtberg und die Tochter Amalie (* 22. Juni 1807) hervor. Diese heiratete Wilhelm Kreusler (II) (* 3. Mai 1804 in Rhoden; † 18. August 1879 in Arolsen), den Sohn des Wilhelm Kreussler (I), Geheimer Sekretär, später Geheimer Cabinetsrat. Die Nichte Josephine von Stockhausen war mit Wolrad Schumacher verheiratet.
Von Padberg schlug die Militärlaufbahn ein und war 1800 bereits Hauptmann. Später war er Oberst des 1. Landsturmregiments.
Er war Herr auf Gut Helminghausen, Ottlar und Hoppecke. Vom 17. Juni 1800 bis zu seinem Tod 1829 war er als Besitzer des Ritterguts Ottlar für die Ritterschaft Landstand des Fürstentums Waldeck. Im Jahr 1810 wurde er von der Regierung als Kandidat für die ritterschaftliche Vertretung in der Landständischen Deputation abgelehnt. Ab dem 9. Mai 1814 war er als Nachfolger des Landrates Daniel Schreiber erster (ritterschaftlicher) Deputierter bei der Landständischen Kammer und bis zu seinem Tode Kammerdirektor. Am 17. Juni 1816 erhielt er den Titel „Landdrost“ (Landratstitel für Adelige). Er war von 1817 bis 1827 Obervorsteher des Landeshospitals Flechtdor und blieb auch nach deren Reform in der Landschaftlichen Kammer.
Am 25. Juli 1821 wurde er zum Ehrenbürger von Arolsen ernannt.